# Cisowo
Cisowo (deutsch Zizow) ist ein Dorf in Hinterpommern. Es gehört heute zur Landgemeinde Darłowo (Rügenwalde) im Kreis Sławno (Schlawe) der polnischen Woiwodschaft Westpommern.

Zizow nordnordöstlich von Rügenwalde an der Ostsee und südlich des Vitter Sees auf einer Landkarte von 1910

## Geographische Lage
Die Ortschaft  liegt drei Kilometer nordnordöstlich der Ostseestadt Rügenwalde  (Darłowo) auf einer Höhe von 34 Metern über NN.  Die Ostsee ist zwei Kilometer vom Ort entfernt.
Nachbargemeinden  sind: im Norden Kopań (Kopahn) am  Vitter See (Jezioro Kopań), im Osten Zakrzewo (Sackshöhe) und im Westen die Stadt  Rügenwalde (Darłowo). Die südliche Grenze bildet die Wipper (Wieprza).
|  |

## Ortsname
Die Ortsbezeichnung kommt auch als Cizow, Cytzow und Zitzow vor. Die Herkunft ist entweder das Wendische, wo der Name Binsenort oder Eibenort bedeutet, oder – in vorslawischer Zeit – abgeleitet vom germanischen Namen des Kriegsgottes Ziu (Tyr).

## Geschichte

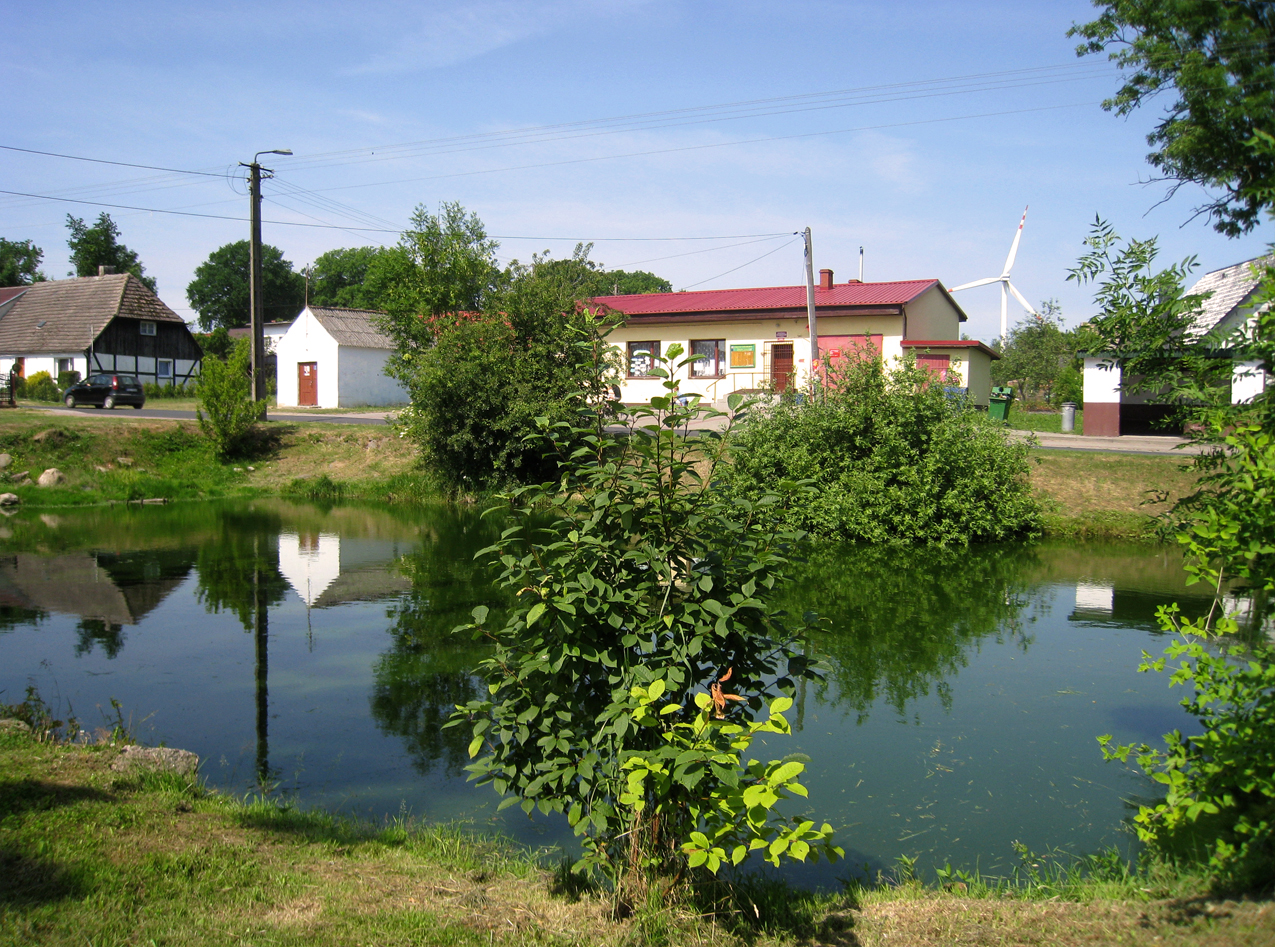
Dorfkern von Cisowo mit Dorfteich und ehemaliger Dorfschmiede (2. Haus v. l.) 2010

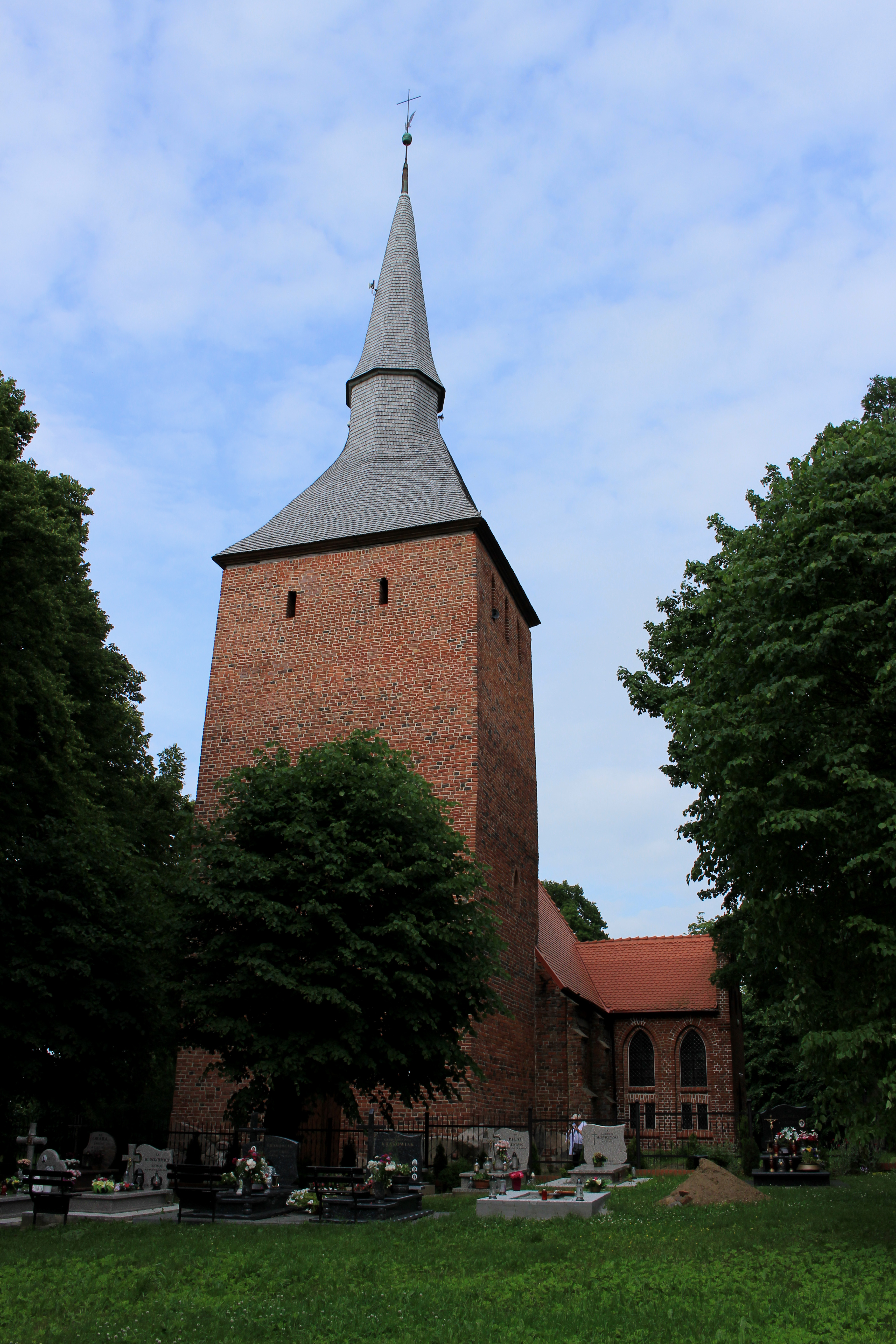
Dorfkirche (bis 1945 evangelisch)

Der ursprünglich als Runddorf angelegte Ort ist erstmals in der Gründungsakte der Stadt Rügenwalde am 12. Mai 1312 genannt. Die Existenz des Dorfes geht aber schon – wegen der günstigen Lage zur Ostsee – in das 12. Jahrhundert zurück. 1378 wird das Dorf von Wedego und Borante von Rügenwold sowie Heinrich und Margaretha Döring an die Stadt Rügenwalde verkauft. Zizow war seither Stadtdorf.
Um 1780 hat der Ort: 1 Prediger, 1 Küster, 16 Bauern, 3 Kossäten, 1 Predigerwitwenhaus und 12 Büdner bei insgesamt 34 Feuerstellen.
1828 verkauft die Stadt Rügenwalde ihr auf der Zizower Feldmark gelegenes Grundstück von 860 Morgen, um hier die Kolonie Sackshöhe (heute polnisch: Zakrzewo) errichten zu lassen.
Gegen Ende des Zweiten Weltkriegs besetzte die Rote Armee am 7. März 1945 das Dorf. Die Bevölkerung wurde nach Schmarsow (Smardzewo) und Karwitz (Karwice) und später wieder zurück ins Dorf verlegt. Nach Kriegsende wurde Zizow unter polnische Verwaltung gestellt. 1946 begann die Ausweisung der deutschen Bevölkerung. Zizow wurde von den Polen in Cisowo umbenannt.
Der Ort ist heute ein Teil der Gmina Darłowo im Powiat Sławieński der Woiwodschaft Westpommern (bis 1998 Woiwodschaft Stolp).

### Demographie
| Jahr | Einwohner | Anmerkungen                                            |
| ---- | --------- | ------------------------------------------------------ |
| 1818 | 301       | Kirchdorf, in städtischem Besitz                       |
| 1852 | 333       | [ 4 ]                                                  |
| 1864 | 356       | am 3. Dezember, auf einer Gesamtfläche von 2547 Morgen |
| 1867 | 356       | am 3. Dezember                                         |
| 1871 | 367       | am 1. Dezember, sämtlich Evangelische                  |
| 1910 | 345       | am 1. Dezember                                         |
| 1933 | 340       | [ 9 ]                                                  |
| 1939 | 324       | [ 9 ]                                                  |

## Amtsbezirk Zizow
Bis 1945 bildete die Gemeinde Zizow (mit der Ortschaft Zizow, Chausseehaus) mit den Gemeinden Köpnitz (Kopnica), Kopahn (Kopań) und Sackshöhe (Zakrzewo) den Amtsbezirk Zizow im Landkreis Schlawe i. Pom. im Regierungsbezirk Köslin der preußischen Provinz Pommern. Das zuständige Standesamt war das in Palzwitz. Amtsgerichtsbereich war Rügenwalde.

## Kirche

### Pfarrkirche

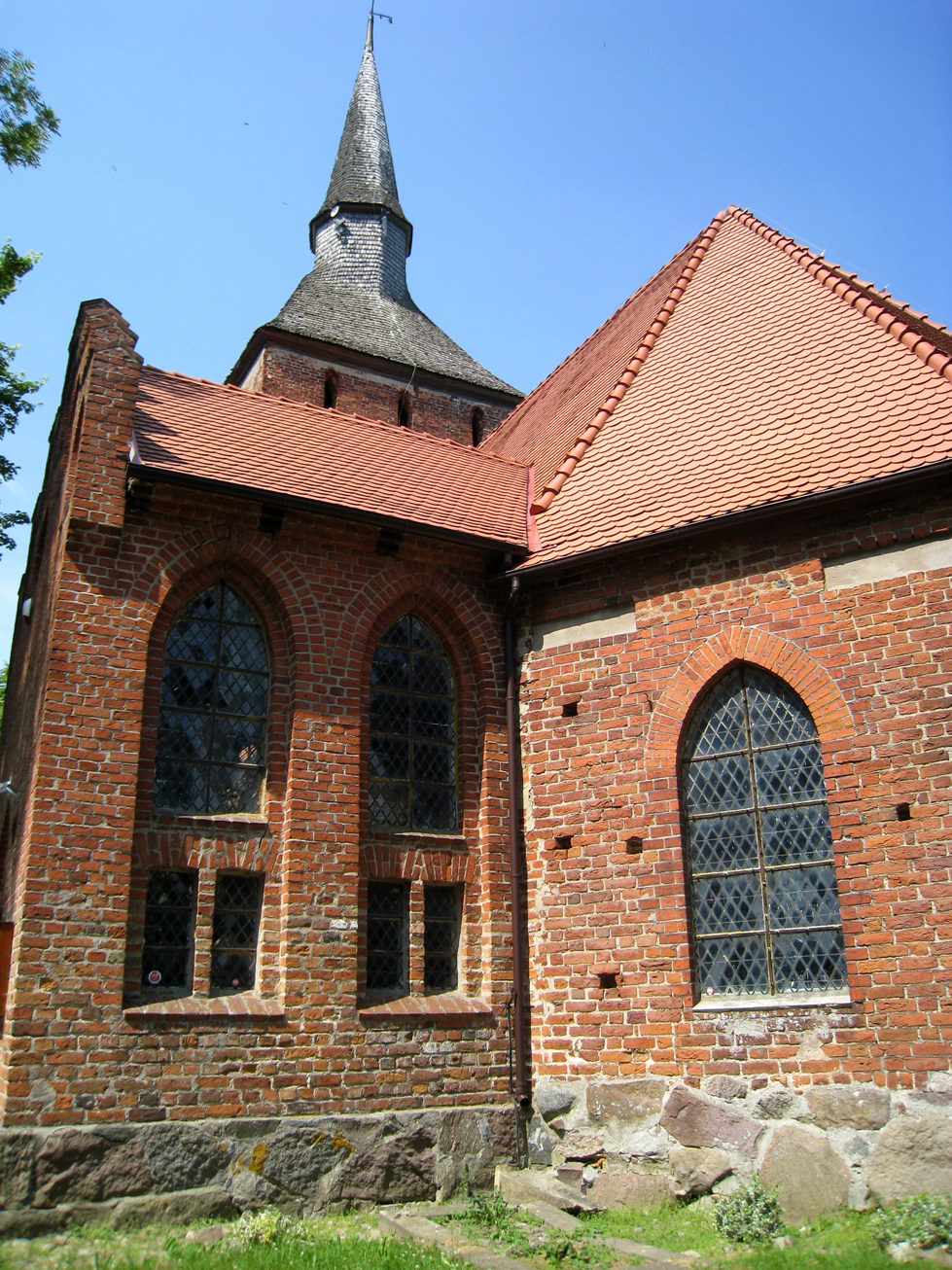
Pfarrkirche von Zizow 2010

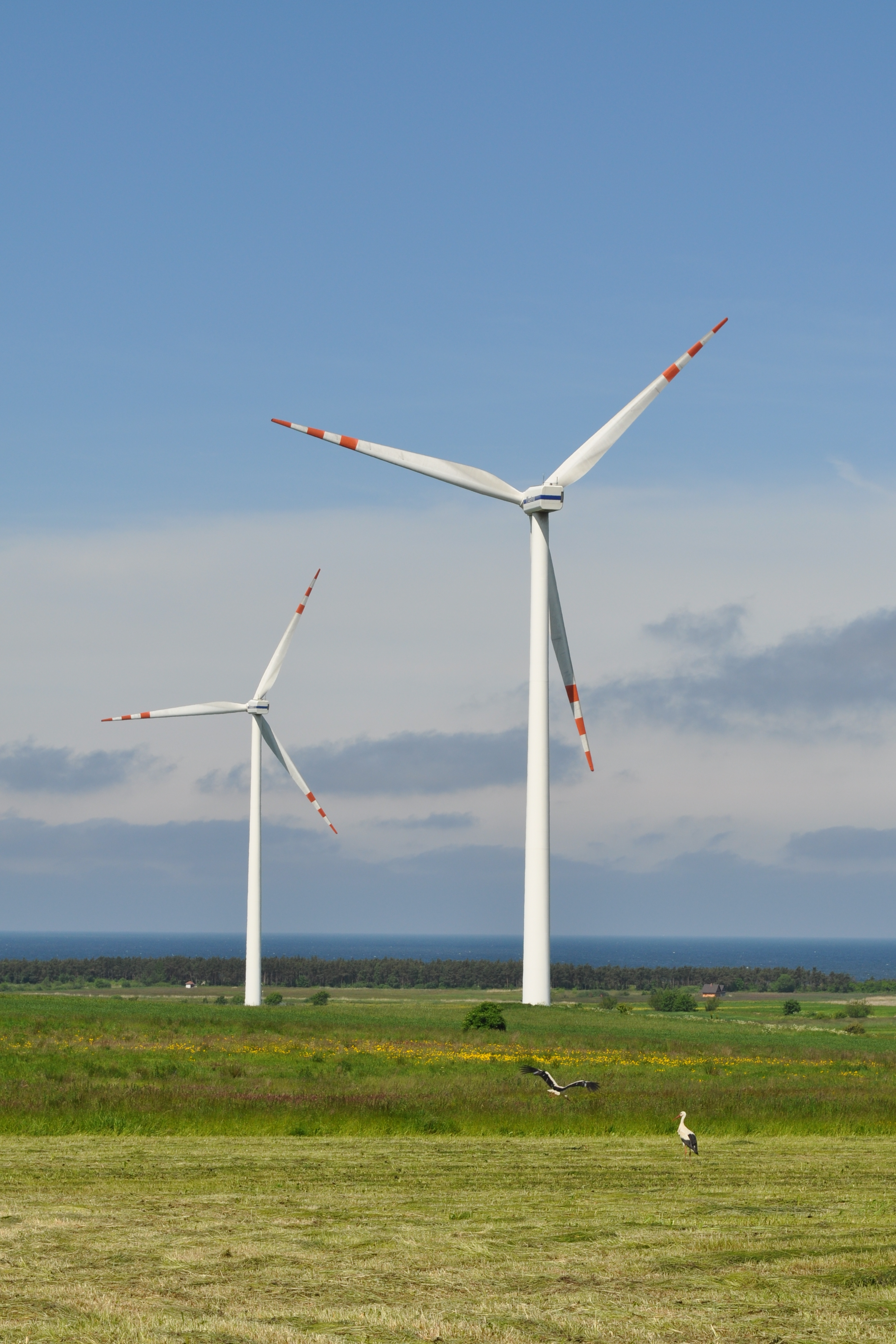
Windkraftwerk auf der Gemarkung des Dorfs.

Die Zizower Pfarrkirche, heute nur noch Filialkirche, ist weithin zu sehen mit ihrem Turm, der schon im 14. Jahrhundert als Landmarke für die Schifffahrt auf der Ostsee erwähnt wird. Das gotische Gotteshaus ist ein Backsteinbau, und seine Westgiebel gliedern Blenden, die der jüngere Turm verstellt.
Der Altar ist ein figurenreiches geschnitztes Werk der Renaissance aus dem 17. Jahrhundert. Eine Figur Johannes des Täufers trägt die Kanzel, auf der die Jahreszahl 1665 zu lesen ist.
Die Orgelempore ist von Brüstungen in Bogenarchitektur aus dem Jahre 1622 geschmückt.
Zwischen 1535 und 1945 war die Kirche ein evangelisches Gotteshaus. Nach 1945 wurde sie zugunsten der Katholischen Kirche in Polen enteignet. Am 11. November 1946 wurde sie neu geweiht und nach dem polnischen Heiligen Stanislaus Kostka genannt.

### Kirchspiel Zizow
Die Parochie Zizow, die zuerst zu Rügenwalde gehörte, bildeten die Ortschaften Zizow, Köpnitz (Kopnica), Kopahn (Kopań), Palzwitz (Palczewice) und – das erst 1829 angelegte Sackshöhe (Zakrzewo). Die Pfarrstelle war früher Ackerwerk und wurde 1723 von der Kirche, Gemeinde und Kämmerei zu Rügenwalde für 3000 Thaler gekauft. Der Pfarrhof wurde 1644, am 29. Juli 1719 und am 12. Mai 1797 ein Raub der Flammen.
Am 28. Juli 1669 fand in Zizow eine Generalkirchenvisitation durch Generalsuperintendent Christian Groß statt.
Im Jahre 1940 gehörten 1120 Gemeindeglieder zum Gesamtkirchspiel Zizow, das bis 1945 zum Kirchenkreis Rügenwalde in der Kirchenprovinz Pommern der Kirche der Altpreußischen Union gehörte. Nach 1945 wurden die evangelischen Kirchenglieder in das Kirchspiel Koszalin (Köslin) in der Diözese Pommern-Großpolen der Evangelisch-Augsburgischen Kirche in Polen integriert.
Seit 1945 ist die Bevölkerung von Cisowo überwiegend katholisch. Cisowo wurde nun nicht mehr Pfarrsitz, sondern der Nachbarort Barzowice (Barzwitz), an den Cisowo als Filialkirche angegliedert worden ist. Es gehört zum Dekanat Darłowo im Bistum Köslin-Kolberg.

### Pfarrer  vor 1945
In vorreformatorischer Zeit waren in Zizow als Geistliche tätig:
1. Jakobus Keykow, 1370
2. Georg Pritze
3. Christian Maß
4. Arnold Poppendieck
5. Michael Rehter
6. Joachim Lemcke

Zwischen 1535 und 1945 amtierten die Pfarrer:
1. Joachim Lemcke (unter ihm wurde die Reformation in Zizow eingeführt), bis 1559
2. Ambrosius Splieth, 1560–1601
3. Laurentius Splieth (Sohn von 2.), 1601–1611
4. Christian Schrulius, (Schrull), 1611–1645
5. Paulus Schlutius, 1647–1675
6. Christian Schlutius (Sohn von 5.), 1676–1706
7. Johann Schlutius (Sohn von 6.), 1706–1739
8. David Nicksius, 1739–1741
9. Johann Gottfried Panthenius, 1742–1783
10. Johann Christian Klütz, 1783–1812
11. Karl Ludwig Arnold, 1812–1846
12. Johann Georg Ferdinand Grube, 1847–1856 (musste sein Amt ob peccatum contra VI niederlegen)
13. Johannes Karl August Baudach, 1857–1865
14. Karl Heinrich Wuttke, 1866–1880
15. Ernst Heinrich Christian Baars, 1881–1886
16. Carl Friedrich Michael Meinhof, 1886–1903
17. Paulus Wilhelm Karl Arlt, 1903–?
18. Franz Birken, 1917–1927
19. Kurt Müller, 1927–1945

## Schule
Zizow hatte vor 1945 eine einklassige Volksschule. Die Zahl der Schulkinder lag zwischen 45 und 60. Letzter deutscher Schulleiter war Lehrer Leopold Borchardt.

## Verkehr
Die Ortschaft ist über die Woiwodschaftsstraße 203 Richtung Ustka (Stolpmünde) zu erreichen. Bahnstation ist Darłowo an der Staatsbahnlinie Nr. 418 Korzybie (Zollbrück) – Darłowo.

## Persönlichkeit des Ortes
- Carl Meinhof (1857–1944), bedeutender deutscher Afrikanist war von 1886 bis 1903 Pfarrer in Zizow